# 扬州市新华中学
扬州市新华中学（英语：Yangzhou Xinhua High School，简称新华中学），位于中国江苏省扬州市扬子江中路728号，是江苏省四星级普通高中。该校于1926年创办，当时名为“私立扬州中学”，后几经合并，几易校址，最终改为现名。

## 学校历史
1926年10月，学校前身私立扬州中学成立。
1950年更名为扬州市私立新华中学，其间先后与私立邗江中学、私立竞进中学、西苑中学、集美中学等合并。
1956年更名为现名扬州市新华中学。

## 校园文化

### 校训
崇德、尚美、力行

### 校风
文明、团结、竞进

### 教风
敬业、爱生、求实、创新

### 学风
勤学、好问、深思、善取

### 学校精神
团结拼搏、负重奋进、求实创新、科学发展